# Kia Korea Open 2014
Il Kia Korea Open 2014 (precedentemente conosciuto come Hansol Korea Open) è stato un torneo di tennis giocato sul cemento all'aperto. È stata l'undicesima edizione del torneo che fa parte della categoria International nell'ambito del WTA Tour 2014. Il torneo si è giocato dal 13 al 21 settembre all' Olympic Park Tennis Center di Seul, in Corea del Sud.

## Partecipanti

### Teste di serie
| Nazionalità | Giocatrice           | Ranking* | Testa di serie |
| ----------- | -------------------- | -------- | -------------- |
| Polonia     | Agnieszka Radwańska  | 5        | 1              |
| Rep. Ceca   | Karolína Plíšková    | 36       | 2              |
| Rep. Ceca   | Klára Zakopalová     | 38       | 3              |
| Slovacchia  | Magdaléna Rybáriková | 41       | 4              |
| Stati Uniti | Varvara Lepchenko    | 43       | 5              |
| Estonia     | Kaia Kanepi          | 45       | 6              |
| Francia     | Caroline Garcia      | 46       | 7              |
| Regno Unito | Heather Watson       | 47       | 8              |

* Ranking all'8 settembre 2014

### Altre partecipanti
Giocatrici che hanno ricevuto una Wild card:
- Jang Su-jeong
- Han Na-lae
- Marija Kirilenko

Giocatrici passate dalle qualificazioni:

- Nicole Gibbs
- Danka Kovinić
- Elizaveta Kuličkova
- Mandy Minella

## Campionesse

### Singolare
Karolína Plíšková ha sconfitto in finale  Varvara Lepchenko per 6–3, 6(5)–7, 6–2.
- È il secondo titolo in carriera per la Plíšková.

### Doppio
Lara Arruabarrena /  Irina-Camelia Begu hanno sconfitto in finale  Mona Barthel /  Mandy Minella per 6–3, 6–3.